# Pizzo Cannita
Pizzo Cannita è un'altura di 208 m nel territorio comunale di Misilmeri in Sicilia, sede di un sito archeologico datato tra il VI e il IV secolo a.C..

## Etimologia
Il toponimo Cannita trae origine o dalla forma allungata della vetta calcarea (simile ad una canna) se vista da nord o dalla presenza, lungo il corso del vicino fiume Eleuterio, di numerosi canneti; un'altra ipotesi etimologica farebbe derivare il toponimo da Matteo La Cannita, un possidente locale.

## Storia
Le prime notizie sulla presenza di fossili in una grotta di Pizzo Cannita si devono a scavi effettuati nel 1928 (Ursus, Cervus, Lupus, Elephas, Sus).
Nel 1695 e nel 1727 in località Portella di Mare furono rinvenuti due sarcofagi antropoidi di matrice punica del VI-V secolo a.C., oggi conservati presso il Museo archeologico regionale di Palermo ed esempi unici di questa categoria scultorea rinvenuti fino ad oggi in Sicilia. Tale necropoli, secondo la testimonianza dell'abate Michele Del Giudice, rientrava nella tipologia della camera ipogeica scavata nel banco roccioso, a pianta quadrangolare con tetto piano, cui si accedeva tramite un dromos a gradini chiuso da un lastrone litico.
Sul lato orientale del pianoro della Cannita affiorano ruderi murari riferibili
alla cinta muraria, mentre su quello sud-occidentale emergono i filari di fondazione di due strutture murarie angolari, costituite da filari di blocchi isodomi di calcarenite, la cui accurata tecnica indica una datazione al V secolo a.C.
Nel sito, a seguito di rinvenimenti avvenuti nel secondo dopoguerra, è stata riscontrata l'esistenza di un'area sacra dedicata ad Atena; di tale destinazione cultuale sono testimonianza una statuetta fittile di Atena guaritrice ed una testina della stessa dea, oltre ad un'iscrizione greca in dialetto dorico incisa su una coppa ad alto piede («εκθυε επε μοι ται Αθαναια ι τυχαγαθαι», «Sacrifica su di me ad Atena per un buon auspicio») insieme ad un'arula fittile con grifoni in lotta con un equide, anse antropomorfe di braciere sacrificale, un gallo fittile originariamente policromo ed un oscillum con Menadi danzanti.
L'assenza di frammenti ceramici posteriori al III secolo a.C. induce a supporre che la distruzione dell'abitato sia avvenuta nel corso della prima Guerra Punica, intorno al 261 a.C.
Secondo un'ipotesi del 1953, basata sul ritrovamento di una moneta greca con la dicitura Kronia, l'insediamento di Pizzo Cannita sarebbe corrisposto alla città di Cronia, attestata da Polieno.
I materiali rinvenuti nell'insediamento di Pizzo Cannita sono conservati al Museo archeologico regionale di Palermo.